# Lithophane laurentii
Lithophane laurentii är en fjärilsart som beskrevs av Köhler 1961. Lithophane laurentii ingår i släktet Lithophane och familjen nattflyn. Inga underarter finns listade i Catalogue of Life.